# Lucio Clodio Macro
Lucio Clodio Macro (latino: Lucius Clodius Macer; ... – ottobre 68) è stato un politico e militare romano dell'Impero.

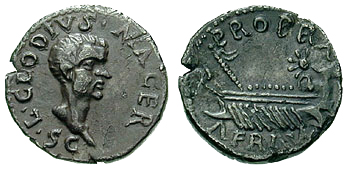
Clodio Macro raffigurato su di un denario

Durante il regno di Nerone era legato dell'Africa; nel maggio 68 si rivoltò contro l'imperatore, interrompendo la fornitura di grano per la città di Roma, forse dietro istigazione di Calvia Crispinilla. Galba, avversario di Nerone, lo incoraggiò nel suo agire, ma quando Macro arruolò una seconda legione, la Legio I Macriana liberatrix, oltre alla Legio III Augusta che già controllava, Galba lo sospettò di cullare aspirazioni imperiali e lo fece uccidere nell'ottobre del 68 dal procuratore Trebonio Garuziano; Papirio, centurione di Macro, fu coinvolto nella morte del suo comandante.
Macro fece coniare dei denarii estremamente rari: solo 85 sono noti, e di questi solo 20 ne recano il ritratto. Di rilievo è l'uso che fece sulle sue monete dell'abbrieviazione S C (senatus consulto), non apparsa sulle monete romane d'argento dal 40 a.C., e che faceva riferimento all'autorizzazione del Senato romano alla coniazione. Il fatto che i suoi ritratti non lo raffigurino con la corona di alloro o con un diadema indica che non volle apparire un nemico del Senato ma un ribelle contro Nerone.